# Giorgio Ferreri
Giorgio Ferreri (Roma, 24 settembre 1893 – Roma, 15 luglio 1961) è stato un medico, docente e politico italiano, membro durante la XXX legislatura del Regno d'Italia della Camera dei fasci e delle corporazioni.